# La Salle-les-Alpes

Lagrand este o comună în departamentul Hautes-Alpes, Franța. În 1 ianuarie 2022 avea o populație de 919 de locuitori.